# Architecture cognitive
Pour les articles homonymes, voir Architecture (homonymie).
Une architecture cognitive est un processus calculatoire artificiel qui tente de simuler le comportement d'un système cognitif (généralement celui d'un humain), ou qui agit intelligemment sous respect d'une certaine définition. Le terme architecture implique une approche qui tente de modéliser les propriétés internes du système cognitif représenté et non seulement le comportement extérieur.

## Catégorisation des architectures cognitives
Les prochaines sous-sections présentent plusieurs critères pour catégoriser les architectures cognitives.

### Niveau de spécification
Certaines architectures cognitives sont spécifiées avec beaucoup de détails, alors que d'autres non. 
ACT-R est un exemple d'architecture très détaillée; il possède même une implémentation informatique.

### Fondations sur des recherches en psychologie expérimentale
Les architectures cognitives tentent parfois de reproduire avec fidélité le comportement cognitif de l'humain d'après des résultats expérimentaux (capacité de la mémoire de travail à traiter un nombre limité de dimensions d'un problème à la fois, oubli, etc.). 
Plus d'une centaine de modèles (modélisation des connaissances pour une tâche) ont été réalisés avec ACT-R tel que la simulation du comportement humain pour résoudre le problème de la tour de Hanoi. Pour de nombreux modèles, des comparaisons ont été effectuées entre la simulation et des humains pour s'assurer de la justesse des simulations.

## Quelques architectures cognitives célèbres
- ACT-R, développé par John R. Anderson et ses collègues.
- Soar, développé sous la supervision de Allen Newell à l'Université du Michigan.
- Copycat, par Douglas Hofstadter et Melanie Mitchell à l'Université de l'Indiana.
- ALifeE, développé par Toni Conde sous la supervisation de Daniel Thalman à l'École polytechnique fédérale de Lausanne (EPFL)[1].
- DUAL, développé à la Nouvelle Université Bulgare et Boicho Kokinov.
- Psi  développé sous la supervision de Dietrich Dörner (en) à   Otto-Friedrich University à Bamberg, Allemagne.

## Applications
- Les environnements informatiques pour l'apprentissage humain